# Księga dżungli 2
Księga dżungli 2 (ang. The Jungle Book 2, 2003) – amerykańsko-australijski film animowany oparty na powieści Rudyarda Kiplinga, a wyprodukowany przez Walta Disneya.
Jest to kontynuacja filmu z 1967 roku – Księga dżungli.
Film został negatywnie odebrany przez krytyków. Serwis Rotten Tomatoes przyznał mu wynik 19%, czyli „zgniły”.
Planowano stworzenie trzeciej części, lecz zrezygnowano z tego pomysłu po negatywnym odbiorze drugiej części.
Premiera filmu w Polsce w kinach odbyła się wiosną 21 marca 2003 roku z dystrybucją Syrena Entertainment Group.
Film został wydany na wideo i DVD z dystrybucją Imperial Entertainment.

## Obsada głosowa
- John Goodman – Baloo
- Haley Joel Osment – Mowgli
- Mae Whitman – Shanti
- Connor Funk – Ranjan
- Bob Joles – Bagheera
- Tony Jay – Shere Khan
- John Rhys-Davies – Ojciec Ranjan
- Jim Cummings –
  - Kaa,
  - Pułkownik Hathi,
  - M.C. Małpa
- Phil Collins – Lucek

i inni

## Wersja polska
Wersja polska: Master Film

Reżyseria: Elżbieta Jeżewska

Dialogi polskie: Elżbieta Łopatniukowa

Nagranie dialogów: Elżbieta Mikuś-Lupa

Montaż dialogów: Renata Gontarz

Teksty piosenek: Andrzej Brzeski

Tekst polski piosenki „Przyjaciel dobra rzecz”: Janusz Onufrowicz

Kierownictwo muzyczne: Piotr Gogol

Nagranie piosenek: Jarosław Regulski

Montaż piosenek: Przemysław Nowak

Piosenki nagrano w: STUDIO BUFFO

Opieka artystyczna: Magdalena Snopek

Wystąpili:
- Jan Prochyra – Baloo
- Marek Molak – Mowgli (dialogi)
- Sebastian Machalski – Mowgli (śpiew)
- Zuzanna Galia – Shanti
- Jan Machalski – Ranjan
- Jerzy Zelnik – Bagheera
- Mariusz Leszczyński – Shere Khan
- Mariusz Benoit – Ojciec Ranjana
- Jacek Jarosz – Kaa
- Janusz Zakrzeński – Pułkownik Hathi
- Wojciech Paszkowski – M.C. Małpa
- Jacek Braciak – Lucek

oraz
- Dorota Nowakowska
- Dorota Dobrowolska
- Zbigniew Suszyński
- January Brunov
- Sławomir Pacek
- Jan Kulczycki
- Paweł Galia
- Łukasz Gil
- Jacek Mikołajczak
- Andrzej Chudy
- Cezary Nowak
- Zbigniew Konopka
- Paweł Szczesny
- Andrzej Gawroński
- Janusz Zadura
- Janusz Wituch
- Józef Mika
- Katarzyna Skrzynecka
- Katarzyna Skolimowska
- Elżbieta Gaertner
- Elżbieta Kijowska-Rozen
- Elżbieta Piwek
- Elżbieta Futera-Jędrzejewska
- Elżbieta Kopocińska-Bednarek
- Krystyna Królówna
- Krystyna Kozanecka
- Jarosław Boberek
- Grzegorz Pawlak
- Beata Jankowska
- Beata Wyrąbkiewicz
- Joanna Węgrzynowska
- Joanna Orzeszkowska
- Joanna Trzepiecińska
- Iga Ławrynowicz

i inni

## Sequel
W 2003 roku planowano trzeci film z serii Księga Dżungli. Według zarysu fabuły Baloo i Shere Khan zostają schwytani i trafiają do rosyjskiego cyrku, a Mowgli wraz z przyjaciółmi wyrusza na pomoc. Shere Khan zaczyna żałować swojej wrogości wobec ludzi i stopniowo staje się postacią pozytywną. Prace nad filmem nigdy się nie rozpoczęły.